# Erateina nigrofimbriata
Erateina nigrofimbriata är en fjärilsart som beskrevs av Thierry-mieg 1907. Erateina nigrofimbriata ingår i släktet Erateina och familjen mätare. Inga underarter finns listade i Catalogue of Life.